# Андрю Джонсън
Андрю Джонсън (на английски: Andrew Johnson) (29 декември 1808 – 31 юли 1875) е 16-ят вицепрезидент и 17-ят (15 април 1865 – 4 март 1869) президент на САЩ, поел президентството след покушението срещу Ейбрахам Линкълн.
Джонсън управлява по време на Реконструкцията, настъпила след Гражданската война в САЩ. Снизходителното отношение към победените отцепници от една страна, а от друга страна наложеното от него вето върху законите за гражданските права го вкарват в тежък конфликт с републиканците. Той води дотам, че Камарата на представителите го отстранява от длъжност чрез импийчмънт през 1868 година – той е първият американски президент в историята, отстранен чрез импийчмънт. Впоследствие, благодарение само на един глас в повече при гласуването в Сената на САЩ, е обявен за невинен.

## Произход и младежки години
Джонсън е роден на 29 декември 1808 г. в Рали, Северна Каролина в семейството на Джейкъб Джонсън и Мери Макдонъф. Когато е на 4 години, баща му почива. На 13 години той постъпва като шивач, но избягва в Грийнвил, Тенеси през 1826 г., където продължава да се занимава с шивачество. Той никога не посещава каквото и да било училище – исторически е доказано, че жена му го е учила да чете и пише.

## Начало на политическата кариера
Джонсън служи като член на градския съвет в Грийнвил от 1828 г. до 1830 г. и е кмет на града от 1834 г. до 1838 г. Бил е член на щатската Камара на представителите (1835 – 1837 и 1839 – 1841). Избран е за щатския Сенат през 1841 година, а след това от името на Демократическата партия е конгресмен пет последователни мандата в Камарата на представителите (1843 – 1853).

## Политически възход
След като е губернатор на Тенеси от 1853 до 1857 г., Джонсън не търси преизбиране и е избран в Сената на САЩ от 1857 г. до 1862 г., когато подава оставка. По времето, когато се отделят щати и образуват Конфедерацията, Джонсън е единствения сенатор от отцепилите се щати, който продължава дейността си в Конгреса. Джонсън е назначен за военен управител на Тенеси през 1862 година.

## В Белия дом
Той е избран за вицепрезидент на САЩ в двойка с Ейбрахам Линкълн през 1864 година и встъпва в длъжност на 4 март 1865 година. Той става президент на САЩ на 15 април 1865 година, след смъртта на Линкълн. Той е първият вицепрезидент, който встъпва в президентска длъжност след убийство на президента, и третият, който получава тази длъжност поради смърт на титуляра.

## Импийчмънт
Конгресът и Джонсън спорят по един доста публичен начин за Възстановяването: процедура, чрез която отцепилите се южни щати ще бъдат приети отново в Съюза. Джонсън е воден от желанието за много бързо възстановяване на привилегиите на бунтовническите щати. Това води до сблъсък с идеите на голяма група конгресмени, които многократно преодоляват ветото на Джонсън и назначават временни правителства в щатите, водени от военни, като по този начин се цели приемането на законите за гражданските права и така се налага волята на Конгреса на САЩ, който, разбира се, е изцяло доминиран от Севера. Публичните критики на Джонсън към конгреса водят дотам, че започва да се говори за негов импийчмънт.
На 21 февруари 1868 г. Джонсън уведомява Конгреса, че е освободил Едуин Стантън от поста военен министър и го замества с временно назначение – генерал–адютант Лоренцо Томас. Това е явно нарушение на Закона за структурата на кабинета, от 1867 г., който забранява на президента да освобождава членове на собствения кабинет, ако те са били назначени със съгласието на Конгреса, освен ако самият Конгрес не одобри освобождаването. Този закон е приет от Конгреса с ясната идея да се защити поста именно на Стантън. В него се казва, че „всяко лице, което е на гражданска служба и което е назначено след съвета и одобрението на Сената, има право да запази службата си до момента, в който неговия заместник не бъде одобрен по същия начин и е квалифициран колкото него.“. Това премахва предишната неограничена власт на президента да уволнява който и да било член на правителството по своя собствена преценка. Първоначално Джонсън налага вето на закона, като го обявява за противоконституционен, но Конгреса събира изискваното мнозинство от 2/3 и преодолява ветото, за да влезе законът в сила. Години по-късно (1926), с решение на Върховния съд, законът е обявен за противоконституционен.
В Сената и Камарата на представителите започва разпален дебат. Лоренцо Томас се опитва да се нанесе в кабинета на Стентън, а последният го арестува. Три дни след уволнението на Стантън Камарата приема резолюция за импийчмънт на президента поради „изключителни престъпления и по-малко злодеяния“. И преди всичко заради умишленото нарушаване на Закона за структурата на кабинета, а това е нарушение на правото на страната, което Джонсън се е заклел да спазва и пази.
На 5 март 1868 година е съставен съд за импийчмънт в Сената, който има за цел да изслуша и разгледа обвиненията. Подготвени са 11 обвинения и процедурата продължава 3 месеца. Защитата на Джонсън се опира на разпоредба в Закона за структурата на кабинета, според която настоящите министри (секретари) ще запазят постовете си до изтичането на мандата на президента, който ги е назначил. След като Линкълн е назначил Стантън, то това означава, че законът се прилага по описания начин за него. При гласуването в Сената за „виновен“ са 35 сенатори, а за „невинен“ 19, с което не достига един глас, за да бъде отстранен от длъжността си. Има две гласувания в сената: първото е на 16 май 1868 г. по 11 обвинения, а по останалите десет обвинения – на 26 май.
Джонсън е първият президент, подложен на импийчмънт, и единствен до импийчмънта на Бил Клинтън на 19 декември 1998 г.